# Hipomene (arconte)
Hipomene foi um arconte de Atenas (723 - 713 a.C.), lembrado pelo castigo cruel que ele impôs à própria filha, violentada por um homem desconhecido: ele trancou a filha com um cavalo, deixando o animal sem comida por vários dias, até que ele comeu o corpo da garota.
Ele foi arconte na época dos arcontes decenais, sucedendo a Clidicus e sendo sucedido por Leocrates.